# 69261 Philaret
69261 Philaret è un asteroide della fascia principale. Scoperto nel 1982, presenta un'orbita caratterizzata da un semiasse maggiore pari a 2,6764100 UA e da un'eccentricità di 0,2596513, inclinata di 11,82634° rispetto all'eclittica.